# كوبرت (كورنوال)
كوبرت (بالإنجليزية: Cubert)‏ هي قرية وأبرشية مدنية تقع في المملكة المتحدة في كورنوال. يقدر عدد سكانها بـ 1,261 نسمة .

## معرض صور

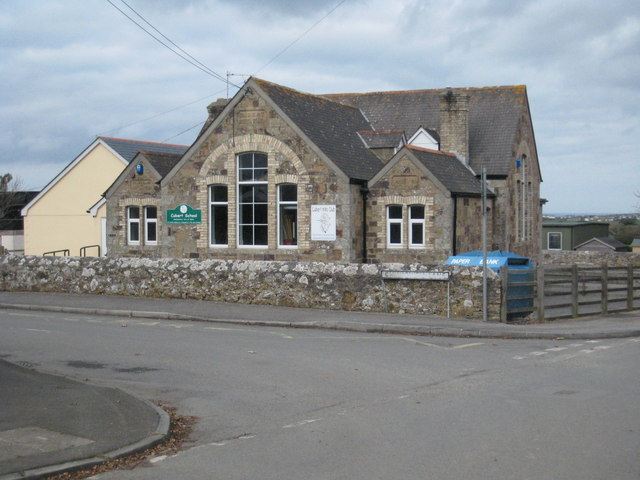
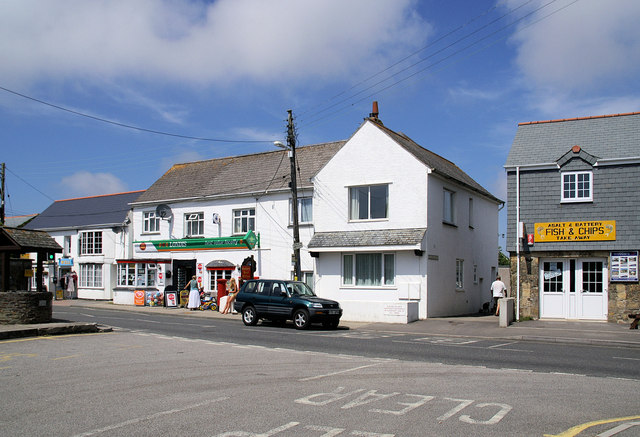
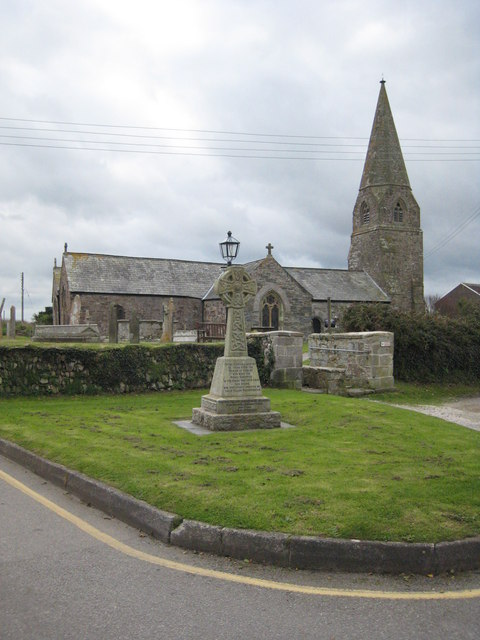
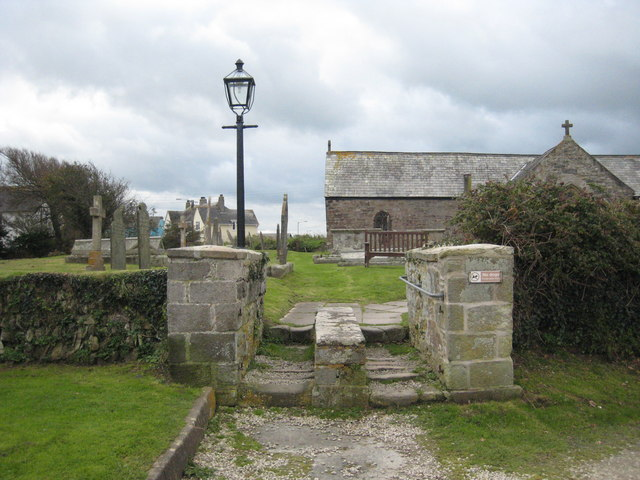